# Торф'яне сільське поселення
Торф'я́не сільське поселення (рос. Торфяное сельское поселение) — адміністративна одиниця у складі Орічівського району Кіровської області Росії. Адміністративний центр поселення та єдиний населений пункт — селище Торф'яний.

## Історія
Станом на 2002 рік на території сучасного поселення існували такі адміністративні одиниці:
- смт Торф'яний (смт Торф'яний)

Поселення було утворене згідно із законом Кіровської області від 7 грудня 2004 року № 284-ЗО у рамках муніципальної реформи шляхом перетворення смт Торф'яний.

## Населення
Населення поселення становить 1669 осіб (2017; 1696 у 2016, 1741 у 2015, 1768 у 2014, 1719 у 2013, 1685 у 2012, 1685 у 2010, 1831 у 2002).